# Український футбол (газета)
«Український футбол» — загальнонаціональний часопис спортивного профілю з Києва.

## Історія
У газети «Український футбол» дві офіційних дати народження — 28 серпня 1990 і березень 1991 року.
В останньому місяці літа 1990 року в київській суспільно-політичній газеті «Молодь України» вперше вийшла «футбольна» вкладка: вона займала цілу сторінку формату А2 (на такому тоді друкувалася «МУ»), або ж дві сторінки формату А3. До кінця 1990-го таких випусків вийшло вісім; ще два з'явилися на початку наступного року. І вже у березні 1991 року «Український футбол» почав друкуватися як самостійне видання. У 1991—1992 роках «Український футбол» виходив нерегулярно: інфляція вела до того, що випускали газету, зібравши гроші для цього, і не інакше. Саме тому видання кілька разів опинялися перед ймовірністю припинення існування.
Багато в чому визначальним для «Українського футболу» став 2011 рік: тоді газета вийшла з-під крила державного видавництва «Преса України», ставши на комерційні рейки. З того часу вона рухається самостійно. За два десятиліття головними редакторами (або виконують відповідні обов'язки) «Українського футболу» були семеро осіб: Володимир Боденчук, Віктор Никипелов, Лілія Максименко (в.о.), Тетяна Федоренко, Юрій Брязгунов (в.о.) і Сергій Бондаренко.

## Нагороди газети
- Ювілейні опитування газети «Український футбол»
- «Золотий четвертак»
- «Кришталевий м'яч» (український футболіст року)
- Український голкіпер року
- Голкіпер сезону в Україні
- Український тренер року
- Найкращі футболісти України за десятиліттями